# Hrádek (zámek)
Hrádek je tvrz přestavěná na zámek ve Hrádku u Sušice v okrese Klatovy. Stojí na místě tvrze ze čtrnáctého století, přestavěné v šestnáctém století na renesanční zámek. Dochovaná podoba je výsledkem barokního rozšíření a klasicistních úprav v osmnáctém a devatenáctém století. Zámecký areál je od roku 1964 chráněn jako kulturní památka.

## Historie
Nejstarším panským sídlem v Hrádku bývala ve čtrnáctém století tvrz, na které sídlili Sezima a Protiva z Hrádku. Od roku 1371 byla vesnice připojena k velhartickému panství. Na počátku patnáctého století na tvrzi bydleli purkrabí, kterými byli v letech 1407–1408 Matěj a roku 1415 Ojíř z Vlčkovic. Později nepotřebná tvrz zpustla. Okolo roku 1560 se velhartické panství rozdělilo, a Hrádek s pustou tvrzí připadl Janu Rendlovi z Úšavy, který jej prodal Václavu Vintířovi z Vlčkovic. Dalším majitelem se stal Kryštof Račín z Račína, jehož synové Vojtěch a Jan po roce 1568 starou tvrz přestavěli v renesančním slohu.

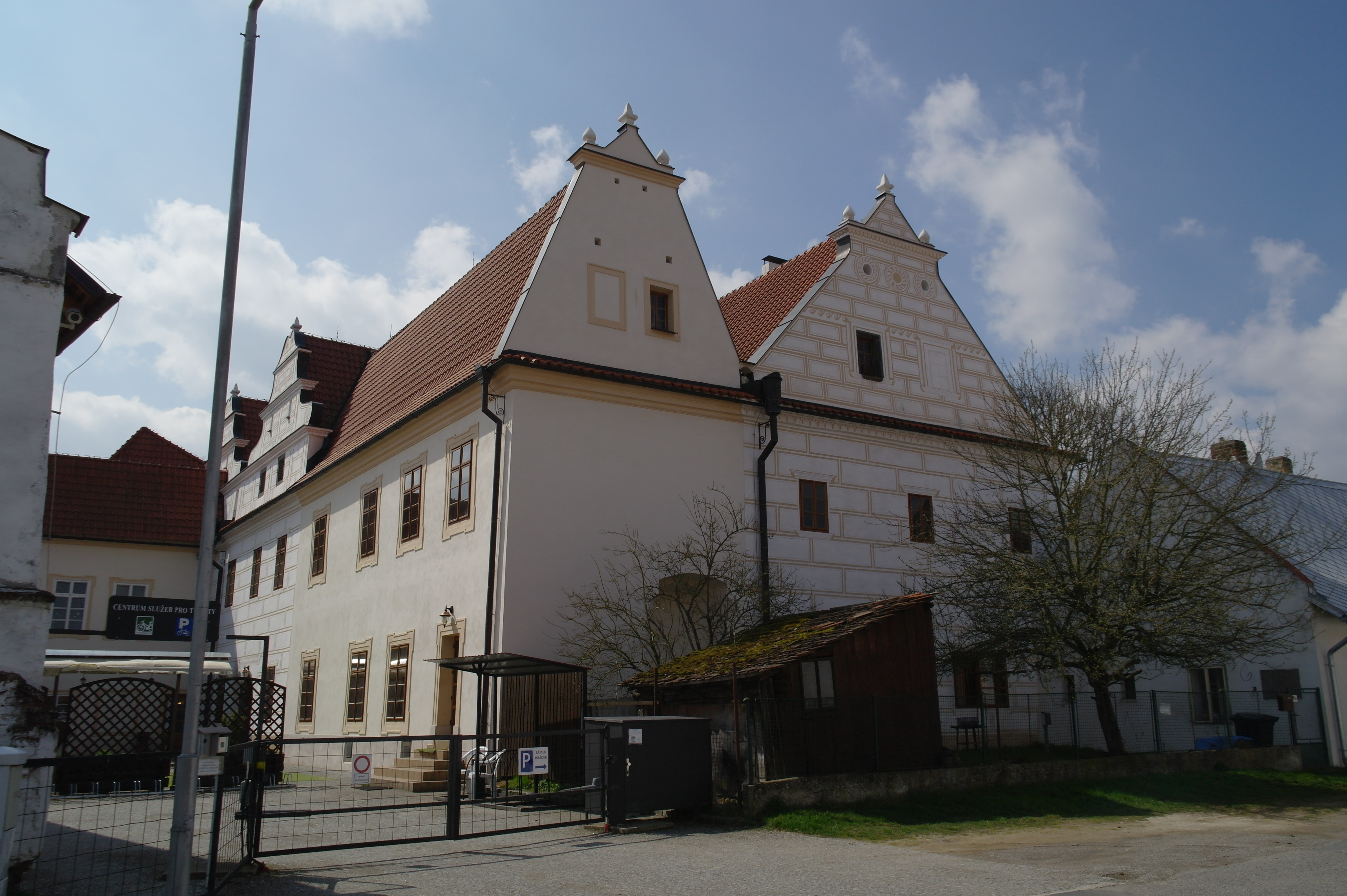
Renesanční štíty a sgrafitové omítky starého zámku

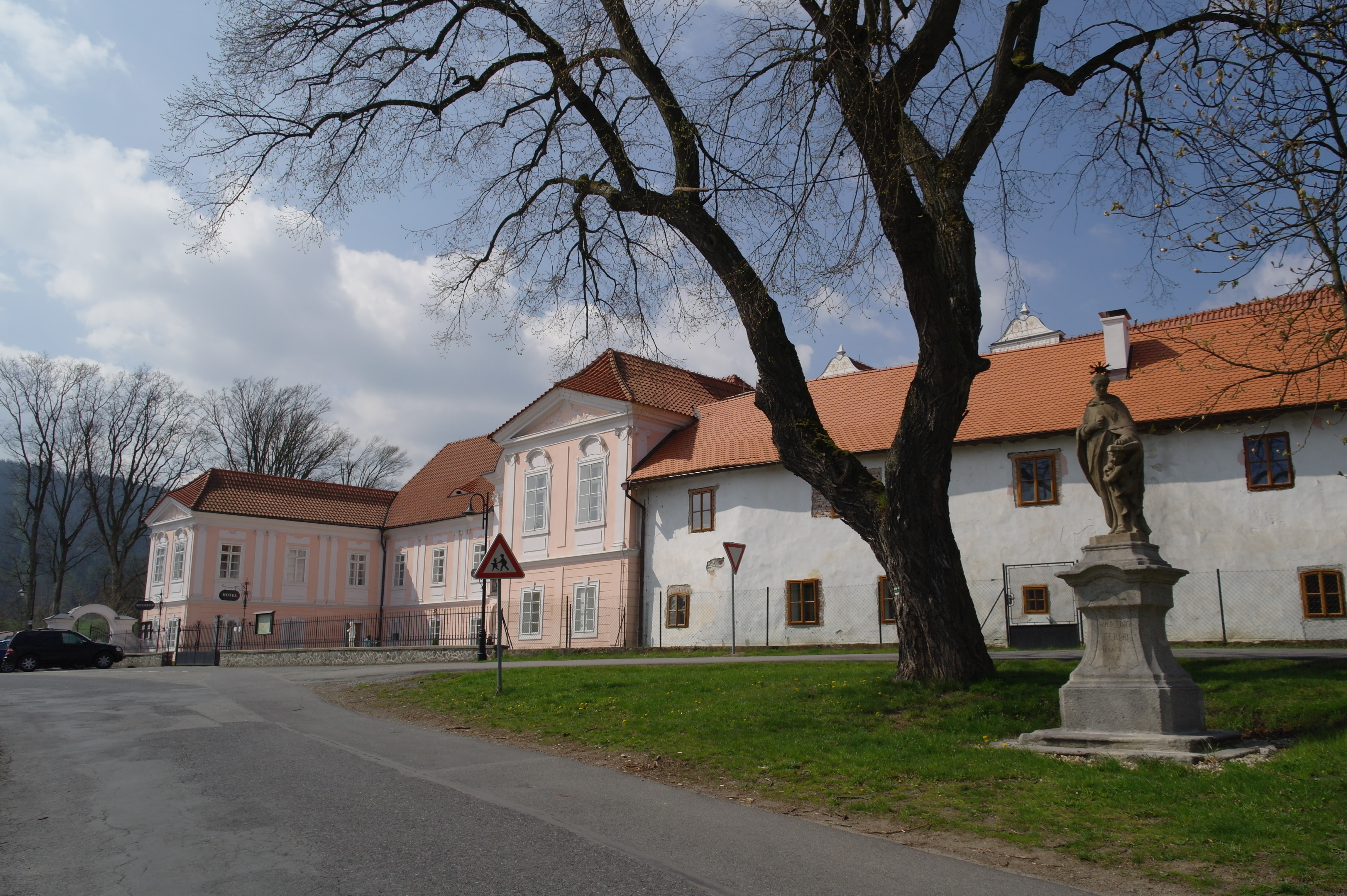
Nový zámek s bývalým čeledníkem

Jediným majitelem tvrz se časem stal Vojtěch Račín z Račína, po němž statek v roce 1575 zdědili synové Adam a Kryštof, kterým se podařilo koupit zbývající část, do té doby rozděleného, městečka. Kryštofa zabil v roce 1597 blesk a jeho podíl hrádeckého panství prodali poručníci Adamovi. Adamův syn Humprecht Račín z Račína se zúčastnil stavovského povstání, za což byl roku 1623 odsouzen ke změně svobodného statku na manství. Podle Karla Třísky byl Humprecht synem Vojtěcha Račína, který byl stavebníkem renesanční tvrze. Humprecht později sice dosáhl propuštění z manství, ale zadlužil se natolik, že musel rozprodat většinu vesnic svého panství. Humprechtův syn Arnošt Vojtěch Račín roku 1683 (1685) Hrádek prodal Janu Heřmanu Černínovi z Chudenic.
Další majitelé zámku se rychle střídali. Roku 1693 panství koupil hrabě Zikmund Maxmilián Hrzán z Harasu, v roce 1703 Adam Humprecht Koc z Dobrše, o čtyři roky později hrabě Humprecht Zikmund Althann a v roce 1721 hraběnka Marie Juliana Truchsässová. Ta zámek vlastnila deset let a poté jej prodala hraběti Janu Desfoursovi. Bedřich Desfours nechal přistavět barokní nový zámek a upravit západní křídlo starého zámku. V roce 1775 byla postavena kaple svaté Valburgy. Desfoursové pokračovali ve stavebních úpravách i na počátku devatenáctého století, kdy zámek získal získal klasicistní podobu. V roce 1827 zámek přešel dědictvím do majetku Karla Theodora Sturmfeldera a posledními majiteli, kterým patřil až do roku 1945, se stali Henneberkové.
Ve druhé polovině dvacátého století zámek využíval místní národní výbor, který v něm zřídil byty, skladiště a knihovnu. V roce 2000 jej koupil Pavel Lejsek a zahájil rekonstrukci dokončenou v roce 2010. V zámku se od té doby nachází hotel, lázně, restaurace a část je přístupná veřejnosti.

## Stavební podoba

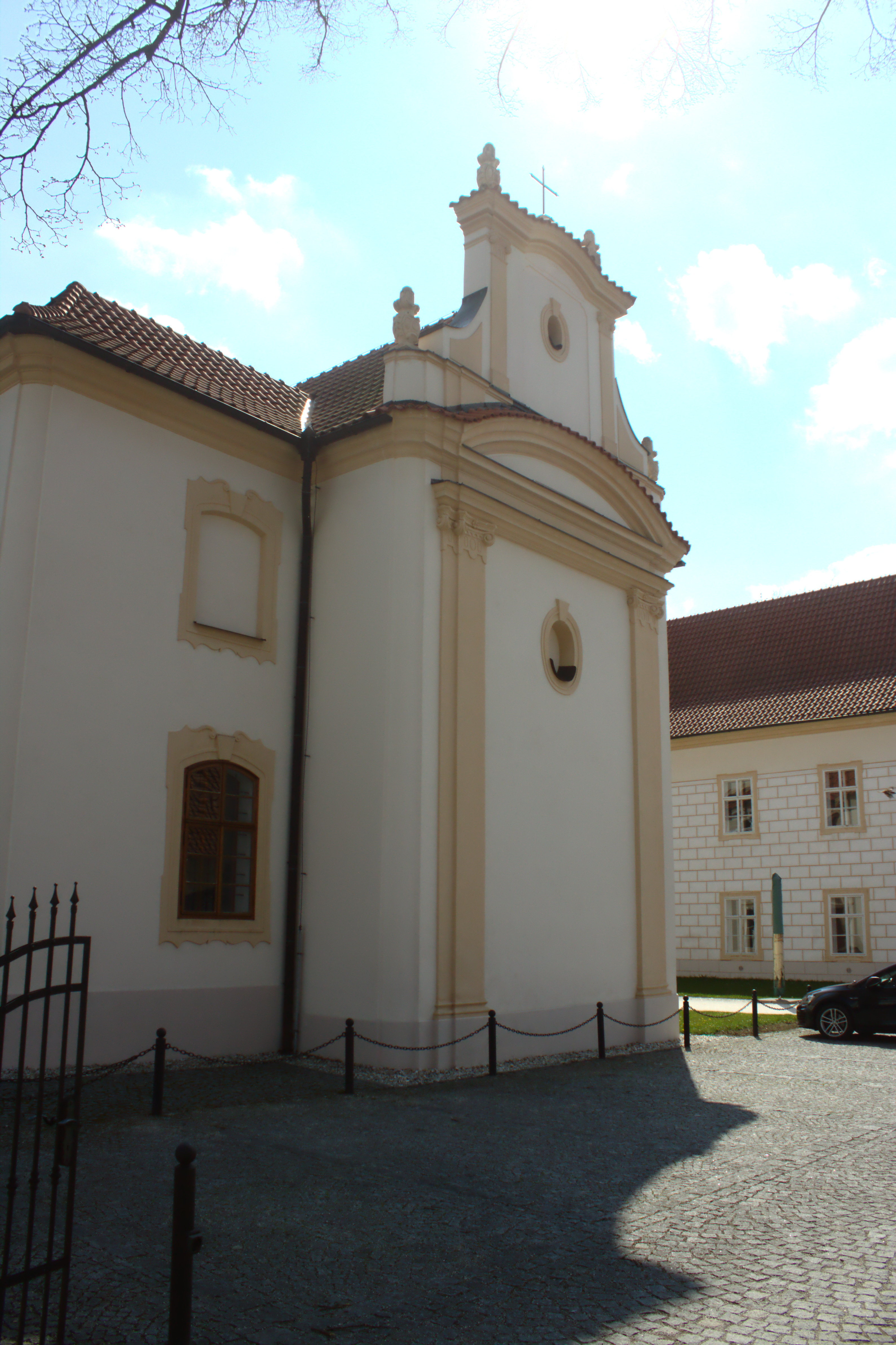
Kaple svaté Valburgy

Starý zámek stojí přibližně ve středu velkého areálu. K jižní části západního průčelí přiléhá kaple svaté Valburgy a na jihu stojí budova nového zámku, na jejímž konci bývala až do roku 1979 třípatrová hranolová věž. K severnímu průčelí severního křídla se připojuje dlouhá budova určená v minulosti k ubytování služebnictva. Komplex doplňují hospodářské budovy s bývalou zahradou v severní části a parkem v jižní části areálu. Dvě bašty v jižních rozích ohradní zdi jsou podle Augusta Sedláčka pozůstatkem druhé hrádecké tvrze, ze které se jinak nic nedochovalo.
Jádrem starého zámku jsou dvě souběžná jednopatrová křídla s renesančními štíty se zbytky sgrafitových omítek. V interiéru se dochovaly valené a hřebínkové klenby. Nový zámek je trojkřídlý. V hlavním průčelí se nachází rizalit se vstupním portálem. Do prvního patra vede zalomené schodiště se sochami andělů. Také v přízemí nového zámku jsou křížové a valené klenby s výsečemi.
Kaple svaté Valburgy má obdélníkový půdorys a půlkruhový presbytář. Stěny interiéru jsou členěny pilastry (v lodi sdruženými) a strop je tvořen třemi poli plackové klenby. Stejný typ klenby je použit na kruchtě nad sakristií. V areálu stojí ještě malá barokní kaple svatého Jana Nepomuckého a svatého Václava.